# Ben Molenaar
Bernardus Petrus Joseph (Ben) Molenaar (Groningen, 20 juli 1910 - Eindhoven, 11 oktober 2009) was een Nederlands schrijver en reisjournalist.
Molenaar werkte een groot deel van zijn leven als vertegenwoordiger voor de Twentse textielindustrie. Deze wereld inspireerde hem na zijn pensioen tot het schrijven van een reeks van drie boeken, Textielmachines en Misdaad. In 1986 verscheen bij Uitgeverij Helmond B.V. het eerste deel, Houten Hotel aan de Plansee. Daarop volgde Moord op de Textielbeurs en bij uitgeverij Van de Berg in Enschede verscheen in 1993 De Dood van een Textielfabrikant. Voor die tijd werkte Molenaar als freelance reisjournalist voor de Toeristenkampioen van de ANWB, later Reizen.
Molenaar was getrouwd met Sonny Bodewes, met wie hij vier kinderen kreeg. Zijn jongste zoon Hans was diskjockey bij Radio Noordzee en later nieuwslezer bij de NOS.
- International Standard Name Identifier: 0000 0003 6875 6560
- Nederlandse Thesaurus van Auteursnamen: 071831118
- Virtual International Authority File: 290469077
- WorldCat: E39PBJrGxYmccdwkC9bbbxPbBP